# 特殊報道部

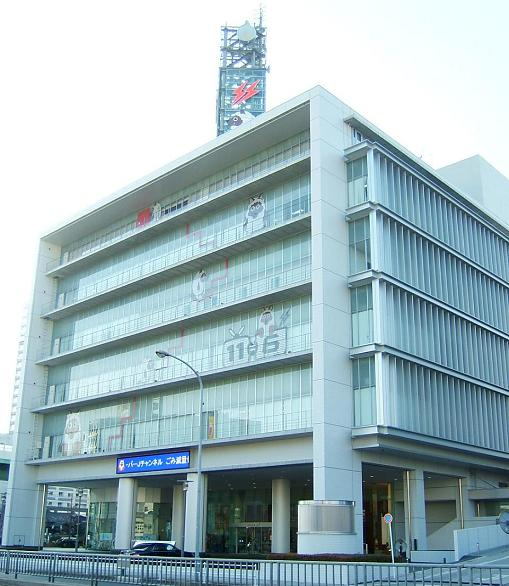
尾張テレビのモデルとなったメ〜テレ（名古屋テレビ放送）

『特殊報道部』（とくしゅほうどうぶ）は、2012年8月23日に日本一ソフトウェアから発売されたPlayStation Vita用アドベンチャーゲーム。日本一ソフトウェア創立20周年記念タイトル第2弾。日本の民放テレビ局「尾張テレビ」の一部署「特殊報道部」によって制作される超常現象検証番組『トクホウ』の番組作りを行うというゲーム内容。
日本一ソフトウェアと地元の放送局名古屋テレビ放送（メ〜テレ）の共同製作であり、両社による製作委員会が組成された。そのため、著作権表記は「Nippon Ichi Software Inc./メ～テレ」となっている。キャラクターデザインは漫画家・イラストレーターの清原紘。

## ゲーム内容
プレイヤーは「人体発火」や「河童」などの超常現象に関する「取材」を行い、超常現象の目撃現場や体験者の証言から手掛かりを集めていく。集めた情報の中から重要なものを洗い出し検証する際には、超常現象に関係のありそうな部分を探す「マテリアルチェック」が行われ、正しい箇所を指摘することでストーリーが進行する。
物語が佳境となると、番組内容を決定する「プランニングチェック」が発生する。ここでは集めた情報を元にした企画書が2つ用意され、どちらを選び放送するかで以降の展開が異なる。
終盤では番組の収録を行う「プログラムディレクション」が発生し、アナウンサーの進行に合わせてVTRや音声など適切な資料を選んでいく。間違えると放送事故扱いとなり視聴率が下がり、プレイヤーの評価に影響する。ランクはS・A・B・C・Dの段階があり、C以上でクリアとなる。

## 登場人物
柚原 遼（ゆはら りょう）声 - 前野智昭
本作の主人公。孤児院への取材をきっかけに報道部から特殊報道部に異動となった新人アシスタントディレクター。
鷲見 衛（すみ まもる）声 - 細谷佳正
主人公と同じく特殊報道部アシスタントディレクター。とある国で大統領のSPをしていた。ミステリアスな雰囲気を纏っている。
棚橋 彩（たなはし あや）声 - 沢城みゆき
行動力や決断力など各種スキルの高いディレクター。
度会 楓（わたらい かえで）声 - 瀬戸麻沙美
アブダクション事件をきっかけに特殊報道部に関わりを持つようになった女子高生。孤児員で暮らしている。アルバイトとしてよく働く番組アシスタント。
佐曽利 昭雄（さそり あきお）声 - 藤原啓治
『トクホウ』プロデューサー。主人公を特殊報道部に異動させた張本人。能天気なオヤジ。
村瀬 知華（むらせ ちか）声 - 藤田咲
『トクホウ』の案内役を務め、局の顔として活躍する美人アナウンサー。衛のことが好きで狙っている。
。

## 開発
実在の放送局が製作に参加することで、番組制作の現場の雰囲気を再現しており、作中にはメ〜テレのスタジオや報道部、メ〜テレ前の東別院交差点が背景として使用されている。
キャラクターデザインは綾辻行人の小説『Another』の漫画版で知られる清原紘。
過去に『流行り神 警視庁怪異事件ファイル』を制作したスタッフが参加しており、本作は同作の「精神的な続編」とも受け取れる題材が散見される。

## 漫画
『恋巡 〜特殊報道部・はじまりの物語〜』のタイトルで『FlexComixフレア』にて2012年7月26日より連載。